# Slovinské etnografické muzeum

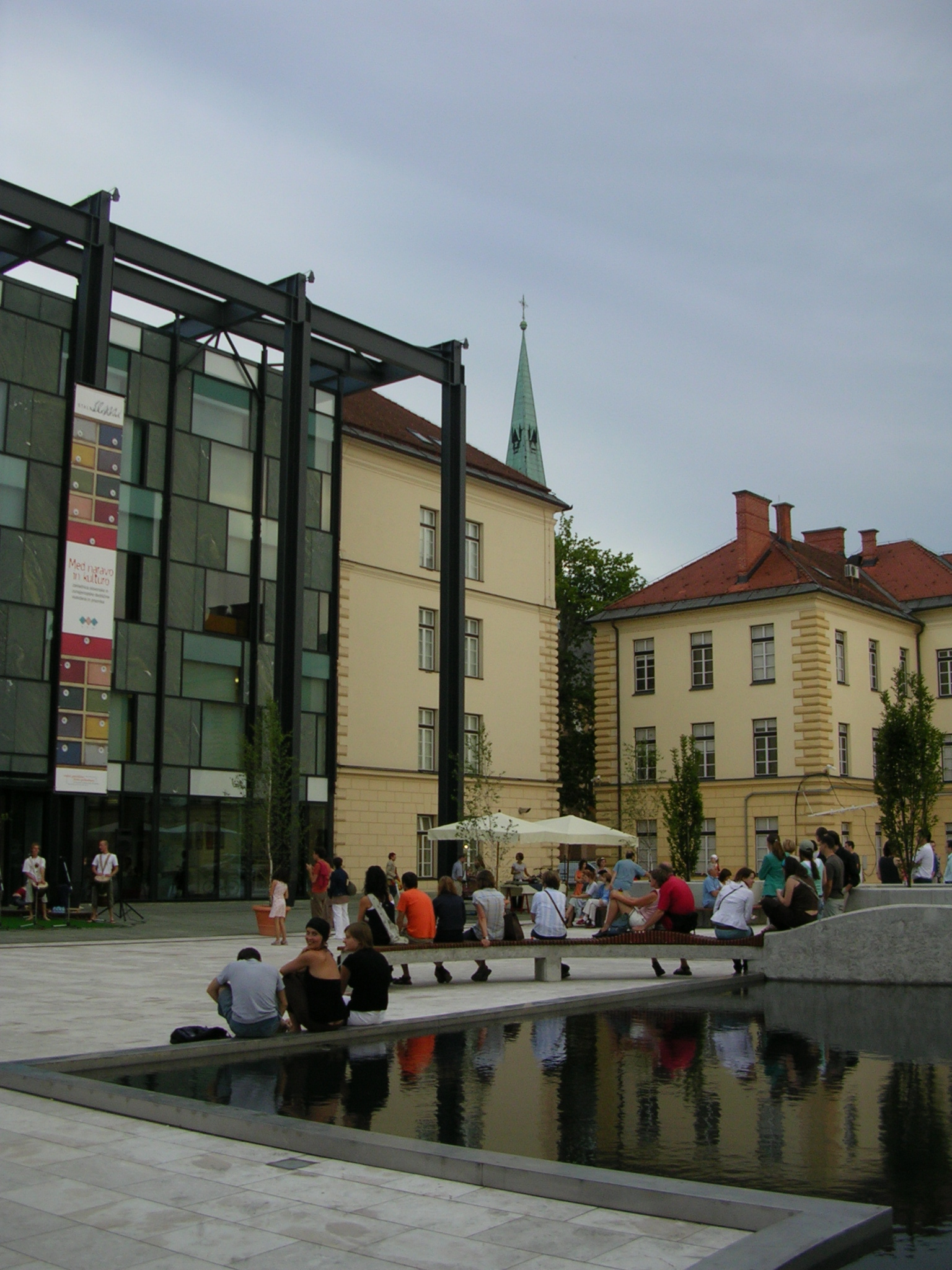
Fasáda muzea

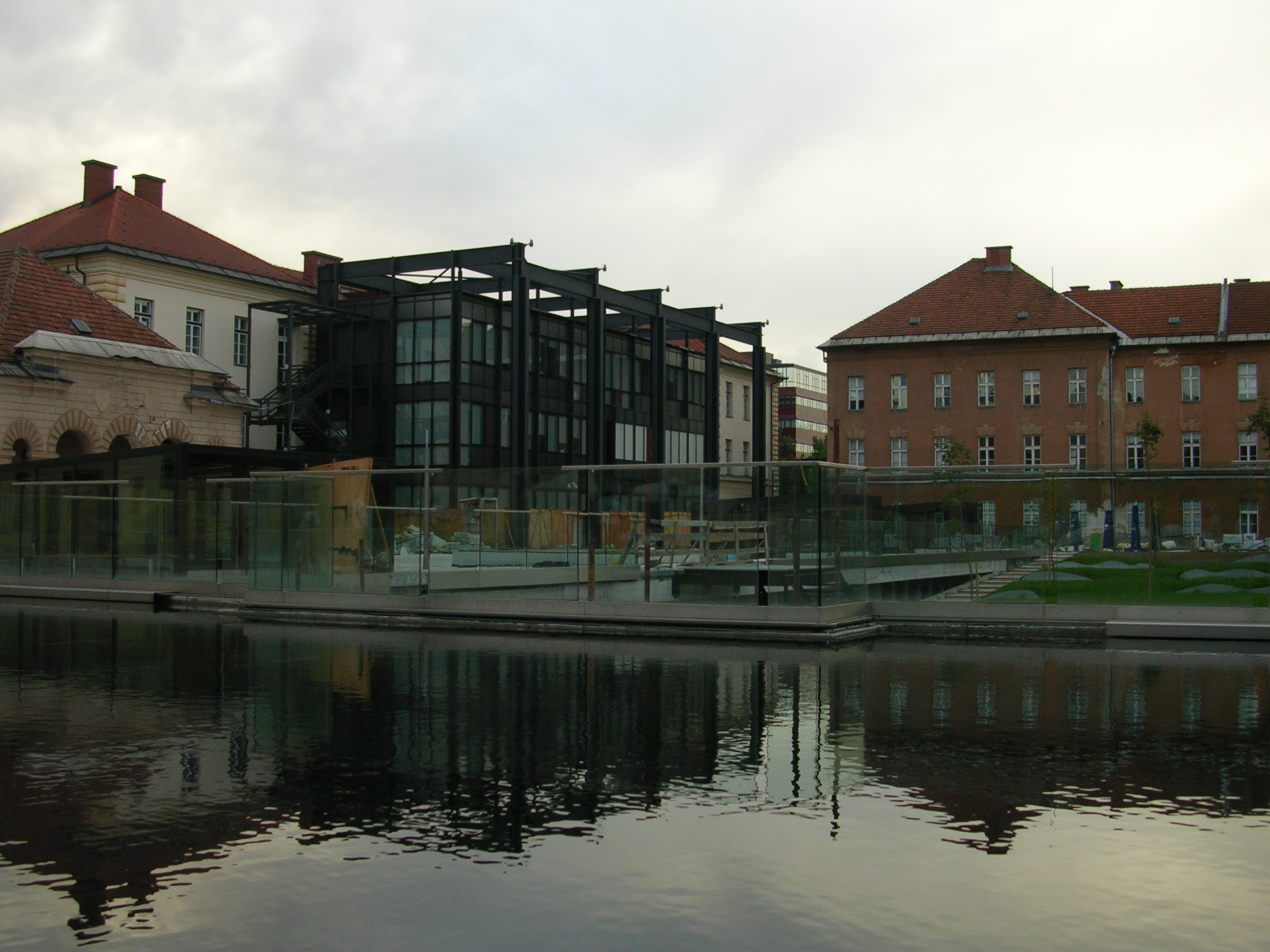
Venkovní prostor muzea

Slovinské etnografické muzeum je hlavním národopisným slovinským muzeem. Sídlí v Lublani.
První sbírky vznikly v rámci národopisného oddělení muzea Kranjski deželni muzej a v roce 1888, kdy byla sbírka poprvé představena veřejnosti, obsahovala pouze skromnou slovinskou část a větší neevropská část byla věnována misionářům Frideriku Baragovi, Ignaciji Knobleharovi, Franci Pircovi a námořníkovi Janezi Čebuljovi.
Vznik nezávislého etnografického muzea byl spojen se založením Národopisného ústavu v budově Národního muzea v roce 1921. Ředitelem ústavu a poté ředitelem Královského etnografického muzea, který vznikl v roce 1923 oddělením se od Slovinského národního muzea, byl Niko Županič. Prvním kurátorem byl od roku 1924 Stanko Vurnik.
V roce 1941 bylo muzeum přejmenováno na Etnografické muzeum. Po válce systematicky studovalo a dokumentovalo materiály o lidové kultuře a životě Slovinců ve venkovských oblastech. V roce 1964 bylo muzeum naposledy přejmenováno na Slovinské etnografické muzeum. Vzhledem k nedostatku stálých výstavních prostor byla hlavní oblastí zájmu muzea tvorba příležitostných tematických výstav. Jednotlivé sbírky byly vystaveny na zámcích v okolí Lublaně. V roce 1997 se po mnoha letech úsilí o vlastní prostory muzeum přestěhovalo do kasáren bývalé jugoslávské armády na Metelkově ulici. V roce 2004 muzeum získalo nový výstavní dům a také nově upravený venkovní muzejní prostor. Rekonstrukci navrhla architektonická kancelář Groleger Arhitekti.